# Chiesa di San Giacomo (Horsham)
La chiesa di San Giacomo (in inglese St James's Church) è la parrocchiale anglicana che si trova ad Ashurst, parrocchia civile nel comune di Horsham nell'omonimo distretto del West Sussex, Inghilterra. Il luogo di culto risale al XII secolo, rientra nella diocesi di Chichester ed è considerato monumento di prima categoria per il suo particolare interesse storico e architettonico.

## Storia

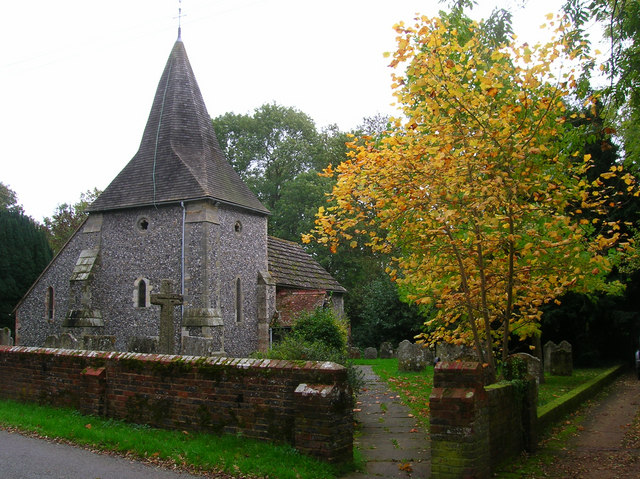
Chiesa di Ashurst col muretto di cinta che circonda anche il cimitero

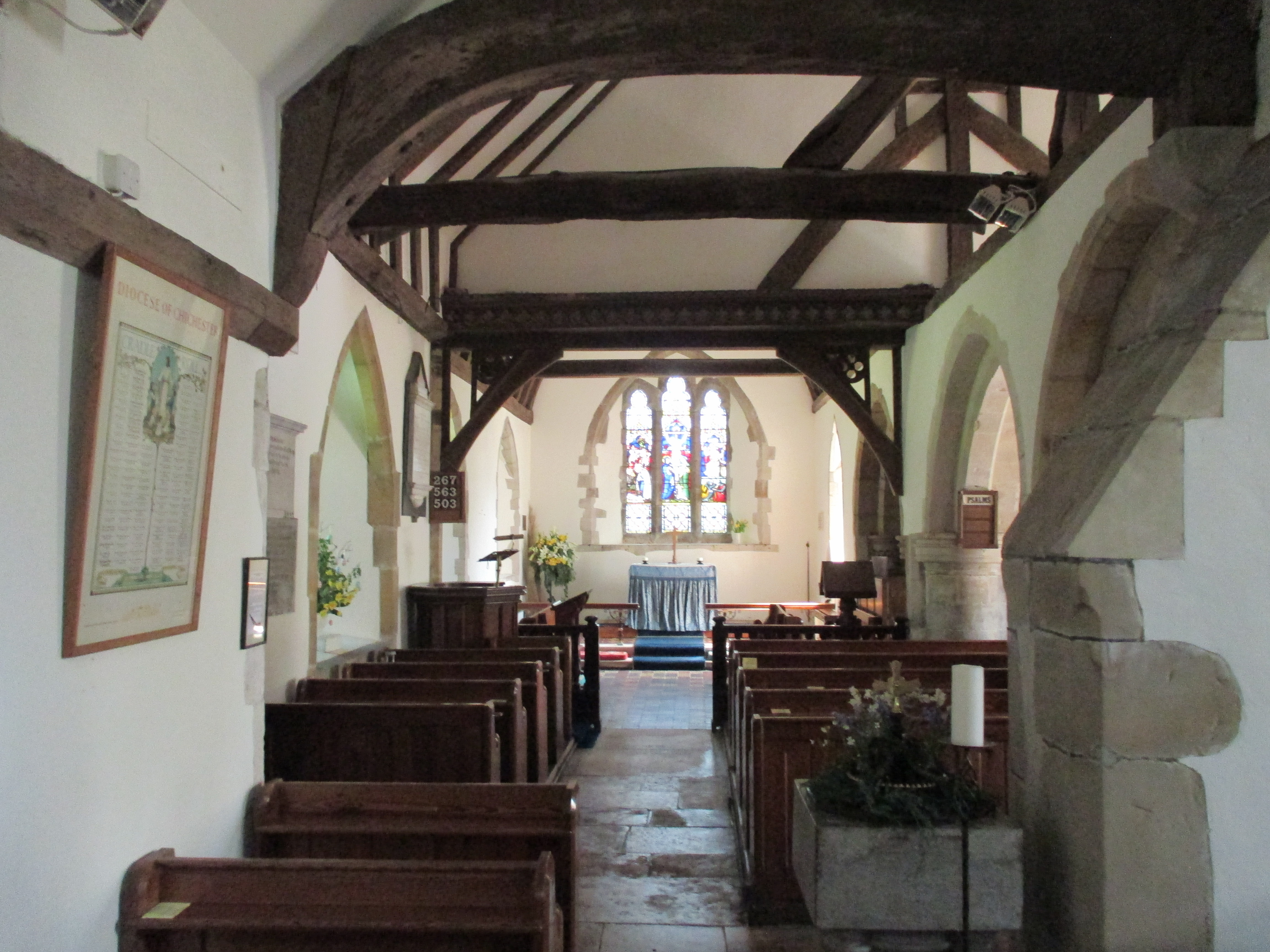
Interno della sala, navata centrale

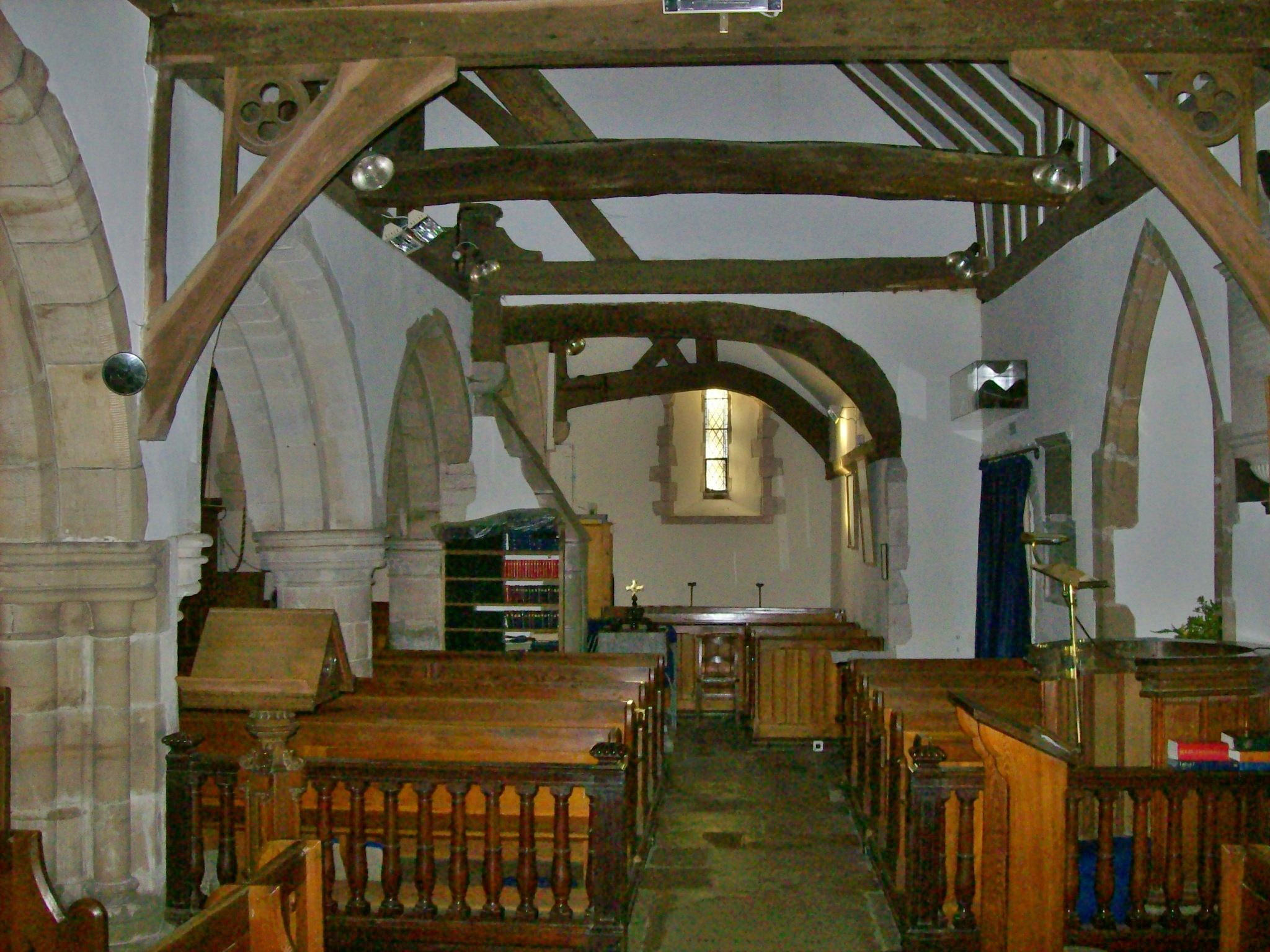
Interno della sala, navata laterale destra

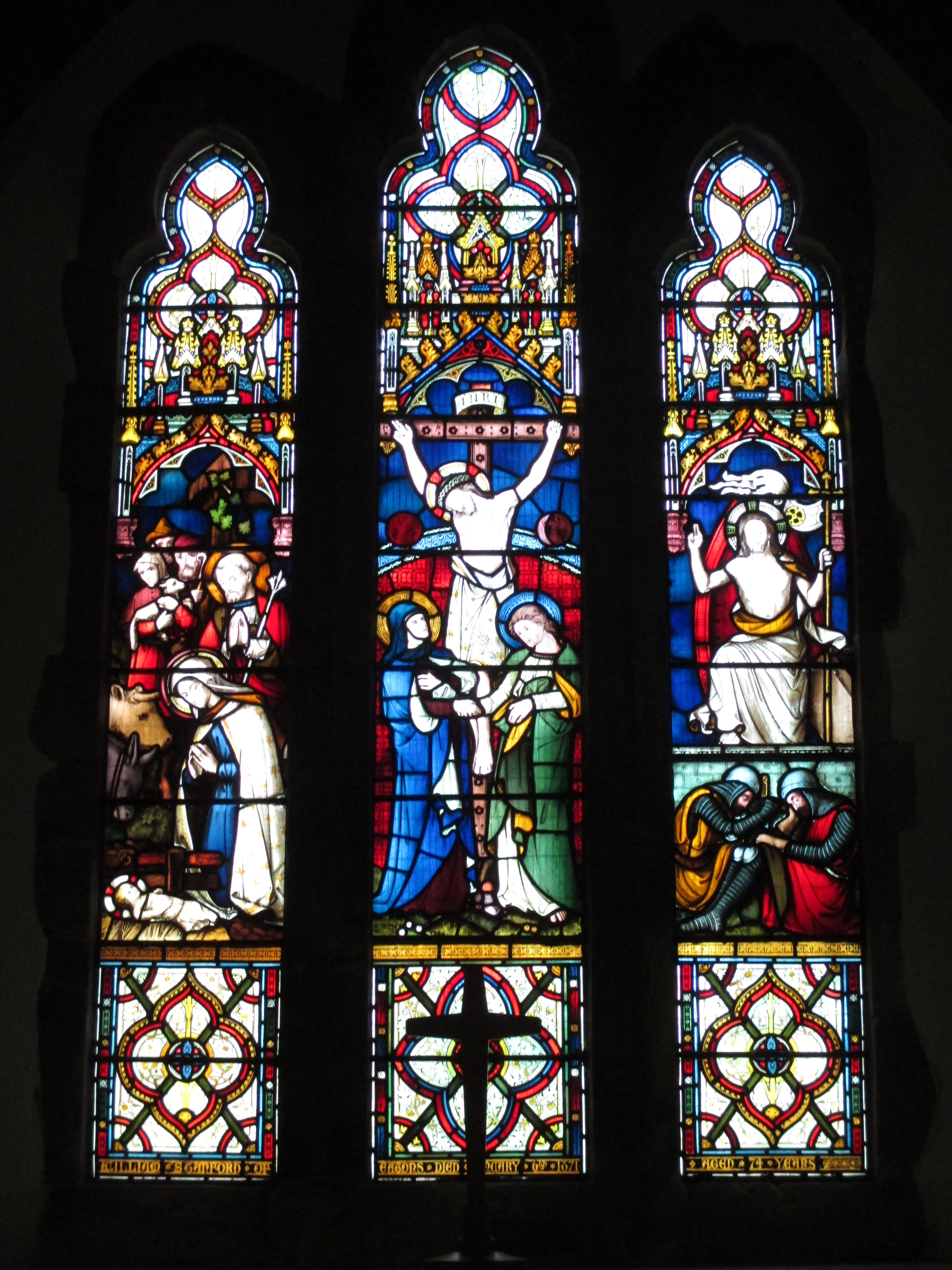
Grande vetrata policroma

La navata principale è probabilmente dei primi anni del XII secolo e la navata laterale, la navata occidentale e la torre sono del 1200 circa. Il presbiterio è della fine del XIII secolo e sia la navata centrale sia la navata laterale sono coperte in un'unica campata da una copertura del XV secolo. La navata laterale fu estesa a est come cappella intorno al 1520.  La chiesa di Ashurst apparteneva all'abbazia normanna di Fécamp e dopo la soppressione dei priorati stranieri da parte di Enrico V passò alla sua nuova fondazione di Syon. Dal punto di vista della giurisdizione ecclesiastica rimase una cappella di Steyning fino al XVI secolo. Il villaggio di Ashurst nel XVI secolo aveva un insediamento a sud della chiesa. Un semplice portale a nord con arco a tutto sesto mostra che la navata rettangolare è anteriore al XII secolo e probabilmente aveva un breve presbiterio. Intorno al 1200 fu aggiunta una navata laterale a sud, che è più ampia della navata con una torre a ovest. La navata fu estesa da una struttura addossata più bassa nell'angolo tra la torre e il muro occidentale originale, creando una strana planimetria. Durante le fasi costruttive potrebbero esserci stati difficoltà di statica come conseguenza della problematica intrinseca ad una torre costruita su due archi. Questa supposizione è supportata da una fotografia risalente a prima della ricostruzione del 1877, che mostra un grande contrafforte diagonale a sud-ovest esternamente, ma nessun altro cambiamento. Più tardi, nel XIII secolo, il presbiterio fu ricostruito con estensioni laterali a testa trilobata e una terzina orientale. Non c'è alcun arco del presbiterio e poiché è largo quanto la navata centrale e probabilmente non c'è mai stato. Nel XV secolo i tetti della navata centrale e laterale furono ricostruiti, e ciò fu possibile grazie alla navata centrale insolitamente ampia. L'effetto è ancora più strano in una piccola chiesa con un porticato basso, come questa. Forse, fu fatto nel tentativo di superare i problemi strutturali della torre. Essenzialmente di costruzione a montanti, le travi trasversali poggiano sul porticato, ma l'intera struttura è alta il doppio dei tetti convenzionali separati della navata centrale e laterale.
Probabilmente nello stesso periodo, vennero sostituiti il presbiterio e i tetti dell'estensione occidentale. Intorno al 1520 la navata venne estesa per sovrapporsi al presbiterio, come cappella per la famiglia Gratwicke. In origine solo un passaggio stretto li collegava e non è chiaro se ci fosse stata una struttura precedente. La giunzione visibile nella muratura probabilmente deriva dalla ricostruzione del XIX secolo. Nel 1850 la chiesa era in pessime condizioni, in parte perché nel 1794 l'arco occidentale del porticato fu rimosso probabilmente per creare una galleria. Nel 1876-1877 G. M. Hills fece ricostruire la torre e la sua guglia, mantenendone la disposizione insolita e le proporzioni tozze, oltre al muro sud della cappella Gratwicke. Posizionò un arco tra la cappella e il presbiterio con una trave merlata attraverso questo e rifece gran parte della chiesa in selce, sebbene la costruzione originale avesse ampie porzioni in pietra, ancora visibile in alcuni punti. Mantenne le lastre di Horsham sul tetto e ricostruì il portico, utilizzando alcune vecchie travi.

## Descrizione
La chiesa dal 15 marzo 1955 viene giudicata un edificio di particolare interesse storico e architettonico in Inghilterra o Galles, classificata come monumento di prima categoria.

### Esterni
La chiesa di San Giacomo si trova ad Ashurst, parrocchia civile posta a sud del comune di Horsham nel West Sussex, in Inghilterra. L'edificio è costruito principalmente con pietrisco di selce con rivestimenti in pietra e tetto in tegole di pietra, la maggior parte dell'edificio risale alla fine del XII secolo con molti lavori di restauro svolti nel XIX secolo. La chiesa è circobdata dalle lapidi del cimitero della comunità ed in alcuni punti vi è un muretto di cinta. Un sportale è posto a nord. Il pilastro a nord mostra un rinforzo sul lato della navata. Il porticato è basso.

### Interni
La sala è di grandi dimensioni, con navata principale e due navate laterali. Il presbiterio, che risale alla fine del XIII secolo, è coperto in un'unica campata da un soffitto del XV secolo. Le travi trasversali poggiano sul porticato, ma l'intera struttura è alta il doppio dei tetti convenzionali separati della navata centrale e laterale. Il presbiterio ha una massiccia trave di collegamento, ma le travi della tettoia sono in parte curve. La cappella per la famiglia Gratwicke corrisponde alla navata laterale precedente.